# Mantiqueira do Palmital
Mantiqueira do Palmital é um distrito do município brasileiro de Barbacena, no interior do estado de Minas Gerais. Segundo o censo demográfico de 2022, realizado pelo Instituto Brasileiro de Geografia e Estatística (IBGE), sua população era de 1 698 habitantes e havia 574 domicílios particulares permanentes ocupados. Possui área de 57,86 km² conforme a Fundação João Pinheiro (FJP). Foi criado pela lei municipal nº 3.365 nº 863 de 8 de novembro de 1996.
De acordo com o IBGE, em 2010 a população era de 1 904 habitantes e havia 666 domicílios particulares.

## Etimologia
"Mantiqueira" é um termo de origem tupi que significa "gota de chuva", através da junção dos termos amana (chuva) e tykyra (gota).